# 帽儿山站
帽儿山站，位于黑龙江省尚志市帽儿山镇，是滨绥铁路沿线车站。距哈尔滨站100公里，绥芬河站448公里。现隶属中国铁路哈尔滨局集团有限公司哈尔滨铁路分局管辖，为四等站。共有8趟客运列车经过。
1. ↑  Мелихов Г.В.  (PDF). Русский путь. 2003  [2022-06-24]. （原始内容存档 (PDF)于2022-04-03）.